# Полковое учреждение
«Полковое учреждение» (Суздальское учреждение) — труд великого русского полководца А. В. Суворова, в котором излагается сущность его взглядов на воспитание и обучение войск. Написан в 1764—1765 году, когда Суворов был командиром Суздальского пехотного полка в Новой Ладоге. «Полковое учреждение» состоит из 6 глав:
- Глава I. О караулах.
- Глава II. О экзерцировании.
- Глава III. Об убранстве и чистоте.
- Глава IV. О воинском послушании, распорядке и должностях.
- Глава V. О лагере.
- Глава VI. О непременных квартирах.

Свою систему обучения и воспитания войск Суворов успешно продемонстрировал на учениях войск столичного гарнизона в 1765 году, длившихся 7 дней, выполнив все поставленные задачи. «Полковое учреждение» показало свою эффективность для подготовки войск и в дальнейшем.

## Цитата
Не надлежит мыслить, что слепая храбрость дает над неприятелем победу, но единственно смещенное с оною военное искусство... Единожды в нем полученное знание не токмо содержать в незабвенной памяти, но к тому ежедневными опытами вечно присовокуплять

## Внешние ссылки
- А. Суворов. Полковое учреждение Архивная копия от 14 декабря 2007 на Wayback Machine